# 加齢臭
加齢臭（かれいしゅう）は、主に中年以降の男女にみられる特有の体臭の俗称。30代 - 40代の男性にみられる独自の体臭は、いわゆる加齢臭の主成分ノネナールとは異なることが発見されたため、機能性香料のメーカーにより区別しておやじ臭などと呼ばれる場合がある。皮膚ガスを構成する成分の一つである。
主な成分は、2-ノネナール C9H16O 、ペラルゴン酸 C9H18O2

## 概要
1999年 日本油化学会で資生堂リサーチセンター研究員らにより、高齢者の体臭の原因のひとつが 2-ノネナール (C9H16O) であることが発表された。「加齢臭」という言葉は、研究員らにより「加齢により体臭も変化する」という概念を示す言葉として命名された。この体臭成分は青臭さと脂臭さを併せ持つ。男性は主に40歳代以降、女性では主に閉経後に増加傾向が見られる。加齢とともに増加しノネナール発生の原因となる物質のひとつは、9-ヘキサデセン酸である。9-ヘキサデセン酸には臭いはないが、分解されるとノネナールを生成するため、分解した9-ヘキサデセン酸は、蝋燭（ろうそく）・チーズ・古本のような臭いがする。2-ノネナールはアルデヒド類であるため、アルコールから生成されたアルデヒドも2-ノネナールの原料となっている。喫煙者の場合、非喫煙者に比べて悪臭が強くなる傾向があるが、このメカニズムについてはまだ解明されていない。ノネナールの抑制には、ノネナールの基質となるアルコールフェノール類、アルデヒド類、脂肪酸を減少させることが重要である。9-ヘキサデセン酸の分解の抑制 には抗酸化剤（チオタウリン）と抗菌剤が有効である。加齢臭自体は身体を清潔に保つことに加え、機能性香料またはミョウバン溶液のほか、消臭加工された線維製品である程度抑えることが可能である。

## その他
2008年11月 ライオンが男性特有の体臭について消臭剤の研究目的で20代後半から30代の特有のニオイについて研究を行い、2-ノネナール臭とは異なる、ペラルゴン酸 (C9H18O2) を原因とする加齢に伴う臭いがあることを発見し発表した。この物質は主に30代から増加するという結果報告もあり、今後のさらなる研究が待たれる。
加齢に伴う皮膚表面脂質の一価不飽和脂肪酸組成の変化や過酸化脂質の増加が、老人臭の原因となる可能性がある。
2013年11月、マンダムが30代から40代の男性の悪臭の原因として、ノネナールやペラルゴン酸とは異なる物質を特定し「ミドル脂臭」の俗称で発表した。40歳を中心とした男性の頭部周辺からはジアセチルという成分が多く生成され、20代の男性に比べ不快な強い脂臭を発しているとのこと。ジアセチルは酢の120倍にもなる強い臭気だという。
一般的に男性は汗や皮脂などの老廃物の分泌が女性に比べて多く、体臭もそれに伴い強いものとなる。加齢臭に於いても男性ホルモンが皮脂腺の発達を促し、皮脂が大量に分泌されるため強い悪臭を放つようになる。